# Helene von Lerber
Helene von Lerber (* 31. Dezember 1896 in Trubschachen; † 13. April 1963 in Bern) war eine Schweizer Schriftstellerin, Doktorin der Philosophie und Pädagogin.

## Leben

### Kindheit und Ausbildung
Helene von Lerber war die erste Tochter des Pfarrers Theodor von Lerber († 7. Juni 1931) und dessen Frau Helene, geborene Landis († 1942). Die väterlichen Vorfahren gehörten zu den patrizischen Familien der Stadt Bern. Der Grossvater von Helene, Theodor von Lerber, war der Gründer des Freien Gymnasiums in Bern, mütterlicherseits war es der Schweizer Unternehmer Heinrich Landis. Helene wuchs mit ihren drei Schwestern Ruth, Dora und Lilly sowie ihrem Bruder Theodor im Pfarrhaus des Emmentaler Dorfes Trubschachen auf, wo sie die Primarschule besuchte. Sie hatte schon früh Freude am Lesen und Schreiben und interessierte sich für Naturkunde und Geographie.
Im ersten Winter, in dem sie die Sekundarschule in Langnau besuchte, erkrankte Helene von Lerber an einer Brustfellentzündung. Als sie von einer mehrwöchigen Kur in Locarno im darauffolgenden Frühling zurückkehrte, musste sie bereits im Herbst Abschied von Trubschachen nehmen, da ihr Vater in Bern die Stelle eines Sekretärs der Evangelischen Gesellschaft antrat. Helene besuchte von November 1908 bis 1912 die Neue Mädchenschule. Nach ihrem Schulaustritt besuchte sie die Unterweisung und nahm Lateinstunden bei ihrem Vater. Im Frühling 1914 trat sie ins Freie Gymnasium Bern ein und bestand 1917 die Maturaprüfungen.

### Studium und Beruf
Nach einem Zwischenjahr im Welschland schrieb sich Helene von Lerber an der Universität Bern ein und studierte neuere deutsche Literatur, Germanistik und neuere französische Literatur. Ihre Lehrer waren die Professoren Harry Maync, Samuel Singer, Jonas Fränkel und Gonzague de Reynold.
Im Sommerhalbjahr 1920 studierte sie in Heidelberg, danach bildete sie sich in Paris weiter. Zurück in Bern bekam sie von Harry Maync das Thema Der Einfluss der französischen Sprache und Literatur auf Conrad Ferdinand Meyer und seine Dichtung für eine Seminararbeit. Helene von Lerber erweiterte die Abhandlung zu ihrer Doktorarbeit. Sie promovierte im November 1923.
Anschliessend bereitete sie sich auf die Gymnasiallehrerprüfung vor und wählte Englisch als drittes Fach. 1924 weilte sie zu Studienzwecken in England. 1926 legte sie dann das Gymnasiallehrerexamen ab in Deutsch, Französisch und Englisch. Sie unterrichtete erst am Freien Gymnasium und von 1928 bis 1960 an der Neuen Mädchenschule, besonders an deren Seminarabteilung.
Helene von Lerber besuchte zuerst als Studentin, dann auch als Seminarlehrerin die Vorlesungen von Professor Ernst Gaugler an der christkatholischen Fakultät. Durch die Auseinandersetzung mit der katholischen Glaubenslehre entstand 1931 ihre erste grössere Erzählung Die Himmelsbraut. Diese Liebesgeschichte wurde in der Garbe, einer von Rudolf von Tavel gegründeten Familienzeitschrift veröffentlicht.

### Schriftstellerin
Von Lerbers literarische Entwicklung wurde stark beeinflusst durch die Werke von Conrad Ferdinand Meyer und durch Vorlesungen ihres Vaters aus Werken Jeremias Gotthelfs und Rudolf von Tavels. Schon als Kind begann sie zu dichten und als Studentin schrieb sie dann die ersten Erzählungen für die Garbe. Sie gab Novellen und Romane heraus, deren Inhalt von ihrem christlichen Glauben beeinflusst war. Mit ihrer Leidenschaft fürs Theater schrieb sie auch berndeutsche Theaterstücke, die ihrer Schule, den Akademikerinnen und der Öffentlichkeit manchen spannenden Abend bescherten. Daneben schrieb sie wissenschaftliche Werke literatur- und kulturhistorischer Art. Auf Reisen, die sie nach Deutschland, Frankreich, Belgien, England, Schottland, Italien, Österreich, das damalige Jugoslawien bis nach Schweden, Norwegen, Finnland und Russland führten, lernte sie viele Menschen kennen und erweiterte dabei ihren Horizont. Ihre Liebhaberei war seit dem 12. Altersjahr das Sammeln von Ansichtskarten aller Ferienaufenthalte und Reisen im In- und Ausland.

### Mitgliedschaften
Helene von Lerber war Mitglied im Berner Schriftstellerinnen und Schriftsteller Verein (BSV), im Verband Schweizerischer Akademikerinnen, im Verein für deutsche Sprache, im Frauenstimmrechtsverband, im Altmitgliederverband der christlichen Studentenvereinigung und in den Volkshochschulen Bern und Biel. An diesen erteilt sie Kurse über Literatur.

## Ehrungen und Auszeichnungen
- 1924: Haller-Medaille der Universität Bern
- 1947 und 1956: Literaturpreis der Stadt Bern[6]

## Werk

### Sachliteratur
- Der Einfluss der französischen Sprache und Literatur auf C.F. Meyer und seine Dichtung. (Dissertation, Bern 1924)
- Das christliche Gedankengut in der Dichtung Rudolf von Tavels. (1941)
- Bernische Landsitze aus Rudolf von Tavels Werken. (1943)
- Bernische Pfarrhäuser. (Heimatbuch, 1946)
- C.F. Meyer. Der Mensch in der Spannung. Ein Beitrag zur Meyerforschung. (1949)
- 100 Jahre Neue Mädchenschule Bern 1851–1951. (Gedenkschrift, 1951)
- Mit Rudolf von Tavel auf dem Buchholterberg. (1954)
- Oben bleiben! Die Lebensgeschichte der tapferen Glarnerin Emilie Paravicini-Blumer (1808–1885). (1961)
- Liebes altes Pfarrhaus. (Kindheitserinnerungen, 1963)

### Unterhaltungsliteratur
- Die Himmelsbraut. Schicksal einer Liebe. (Novelle, 1931)
- Jauchzet ihr Himmel. (Weihnachtsgeschichte, 1942)
- Am Husenstein. (Roman, 1943)
- Die Gefährten. (Roman, 1946)
- Mädchen in Roth. Der Stein des Anstosses. (Zwei Erzählungen, 1947)
- Die Freundin. (Erzählung, 1949)
- (als Mitautorin): Weihnachtserzählungen aus Nah und Fern. (1950)
- Das Einspännerli. (Erzählung, 1951)
- Marie-Marthe. Der Lebensweg einer Hugenottin. (1951, mehrfach neu aufgelegt)
- Die Fremde. (Erzählung, 1953)
- Im Glaushaus. (Roman, 1954)
- Das Tor. Liebesgeschichten aus 5 Jahrhunderten. (1956)
- Dein König kommt. 4 Advents- und Weihnachtsgeschichten. (1961)